# Hate Yourself with Style
Hate Yourself With Style – szósty studyjny album rap metalowego zespołu Clawfinger wydany w 2005 roku.

## Lista utworów
1. "The Faggot In You" – 3:26
2. "Hate Yourself With Style" – 3:44
3. "Dirty Lies" – 2:58
4. "The Best & the Worst" – 3:48
5. "Breakout (Embrace the Child Inside You)" – 3:41
6. "Right To Rape" – 4:31
7. "What We've Got Is What You're Getting" – 2:22
8. "Sick of Myself" – 3:22
9. "Hypocrite" – 3:04
10. "Without A Case" – 3:40
11. "God Is Dead" – 4:4